# Saporisky Awtomobilebudiwny Sawod

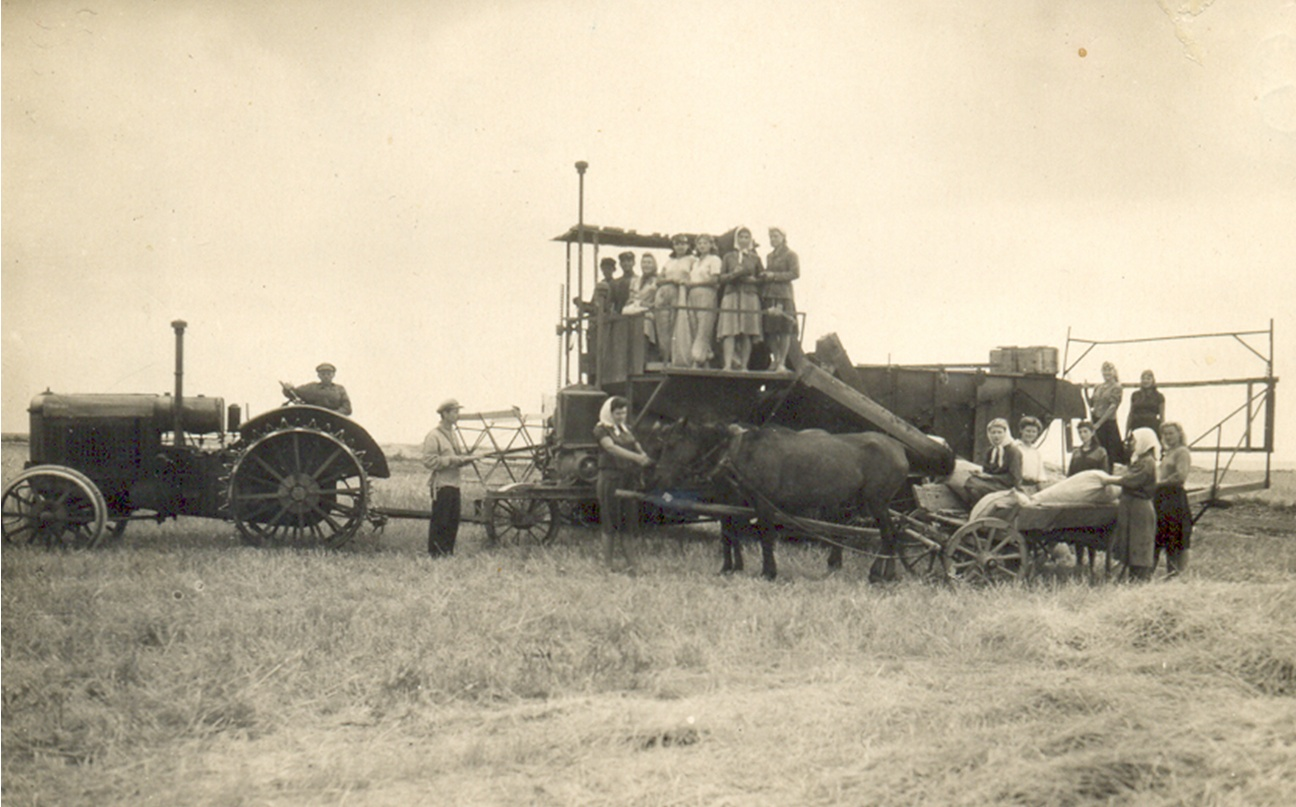
Dreschmaschine Kommunar (rechts). Aufnahme von 1934

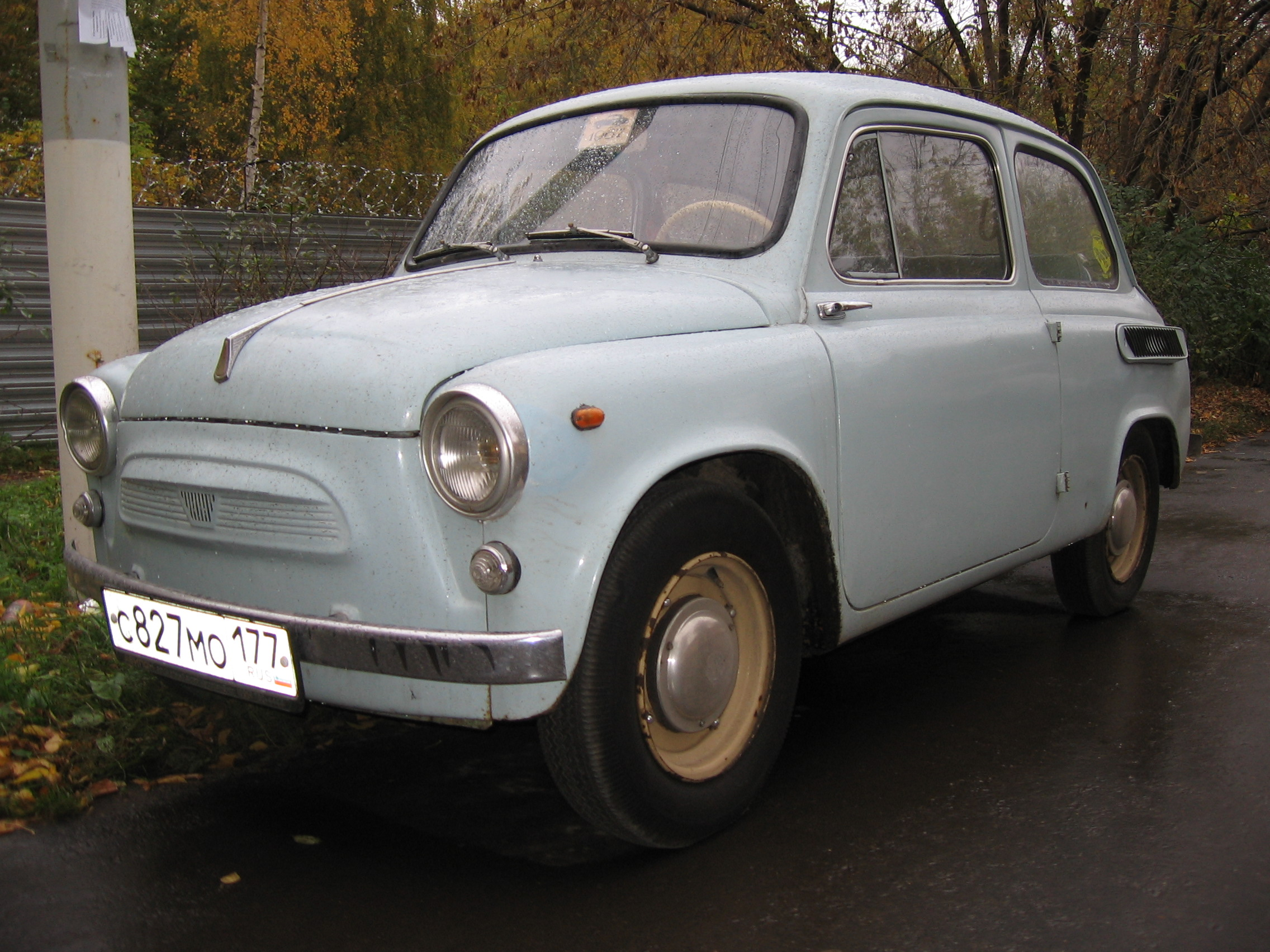
SAS-965A „Saporoshez“ (1962–1969)

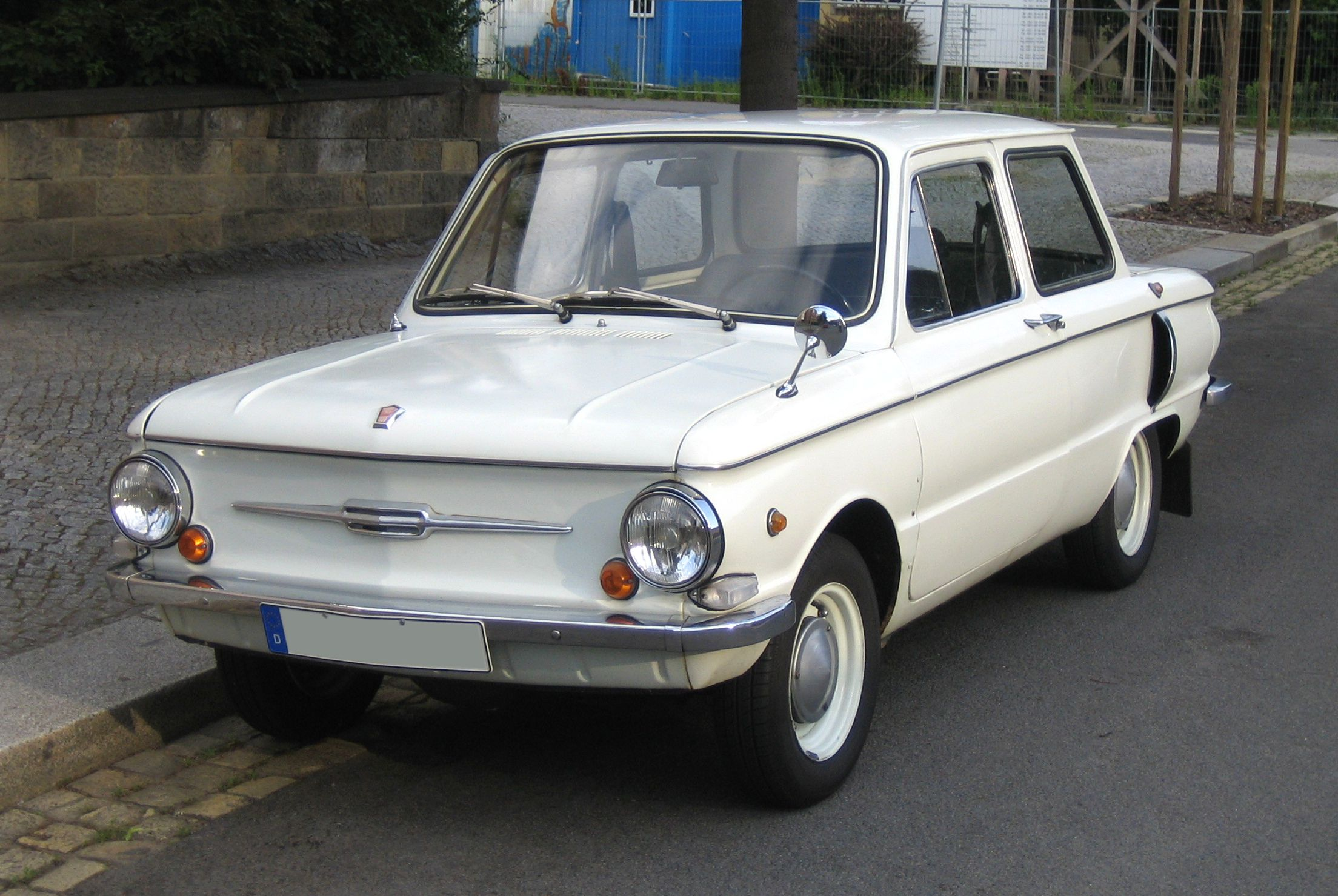
SAS-968A „Saporoshez“ (1973–1979)

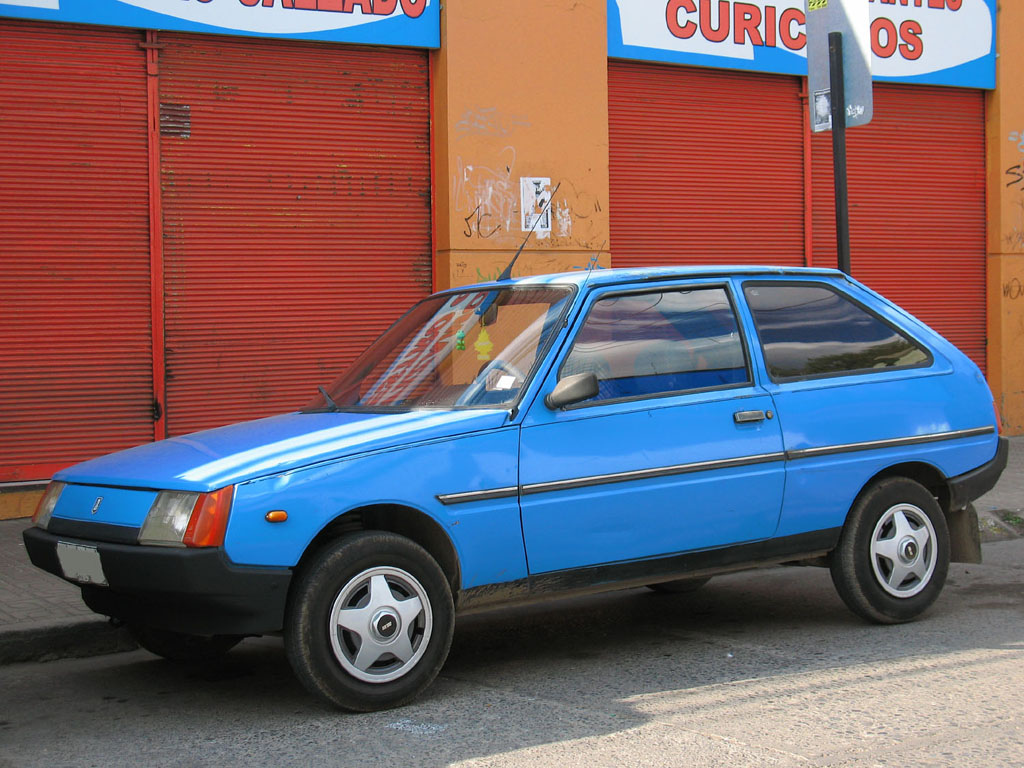
ZAZ-1102 Tavria, erste Generation (1987–1997)

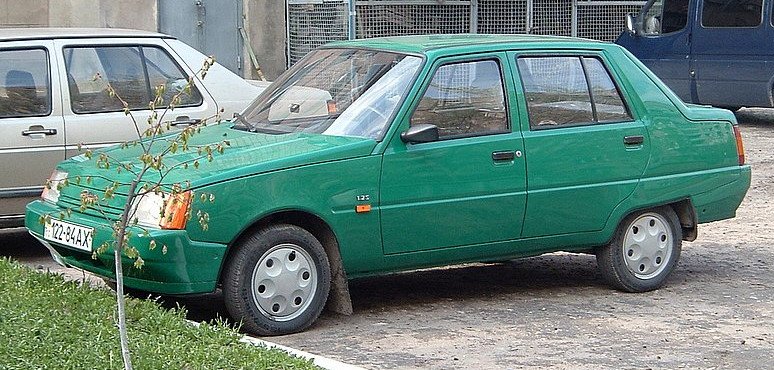
ZAZ-1103 Slavuta (1999–2011)

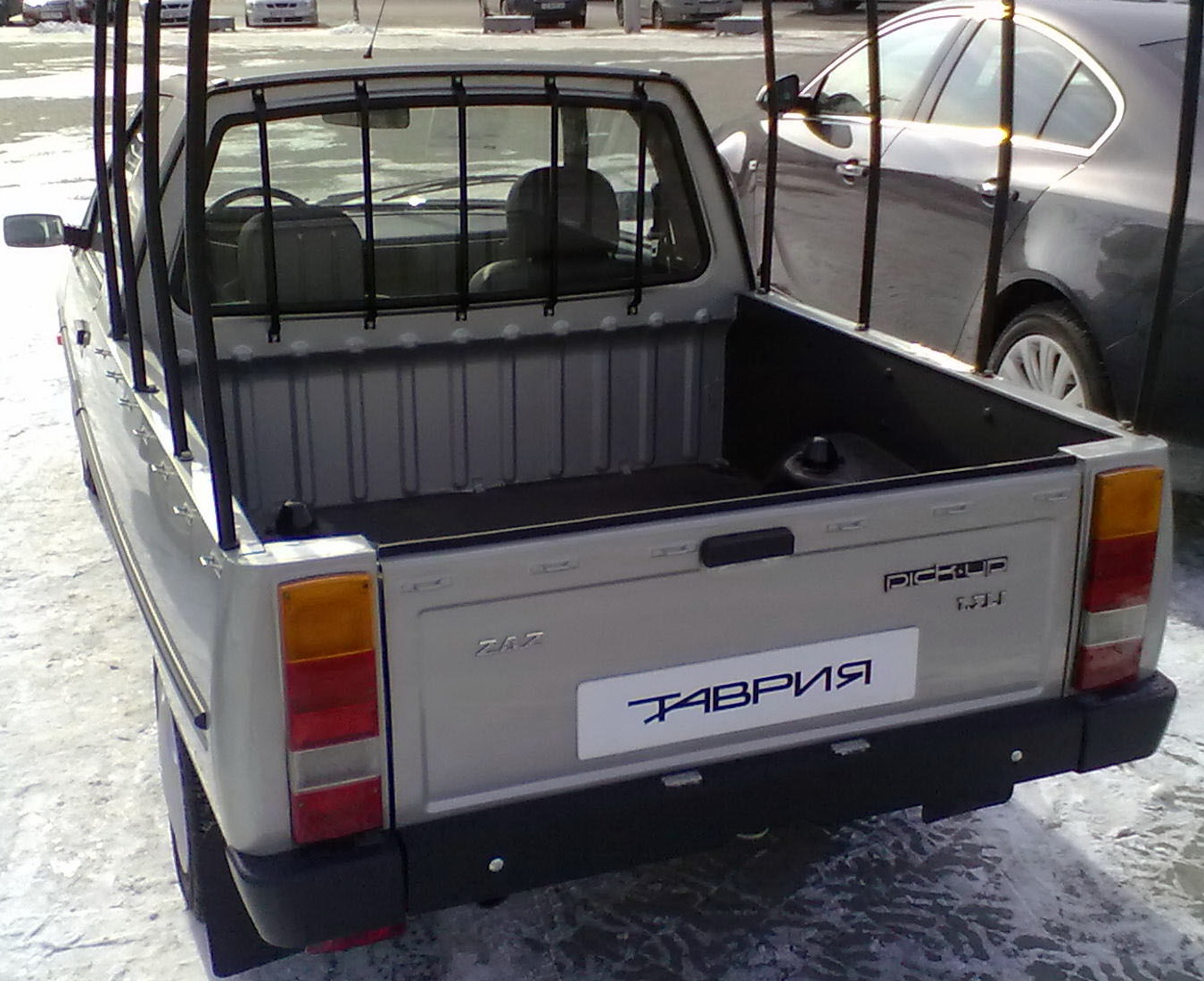
ZAZ-110550 Tavria Pick-Up (1993–2011)

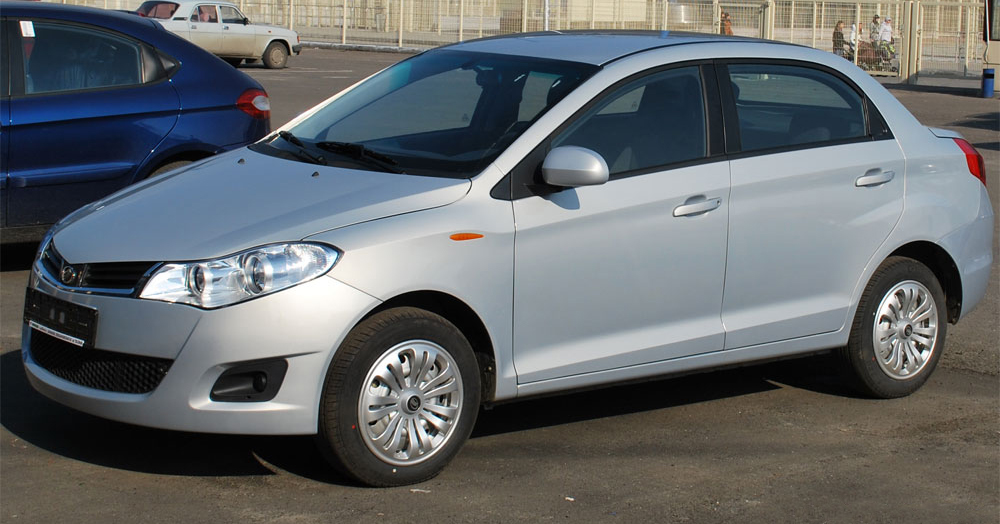
ZAZ Forza

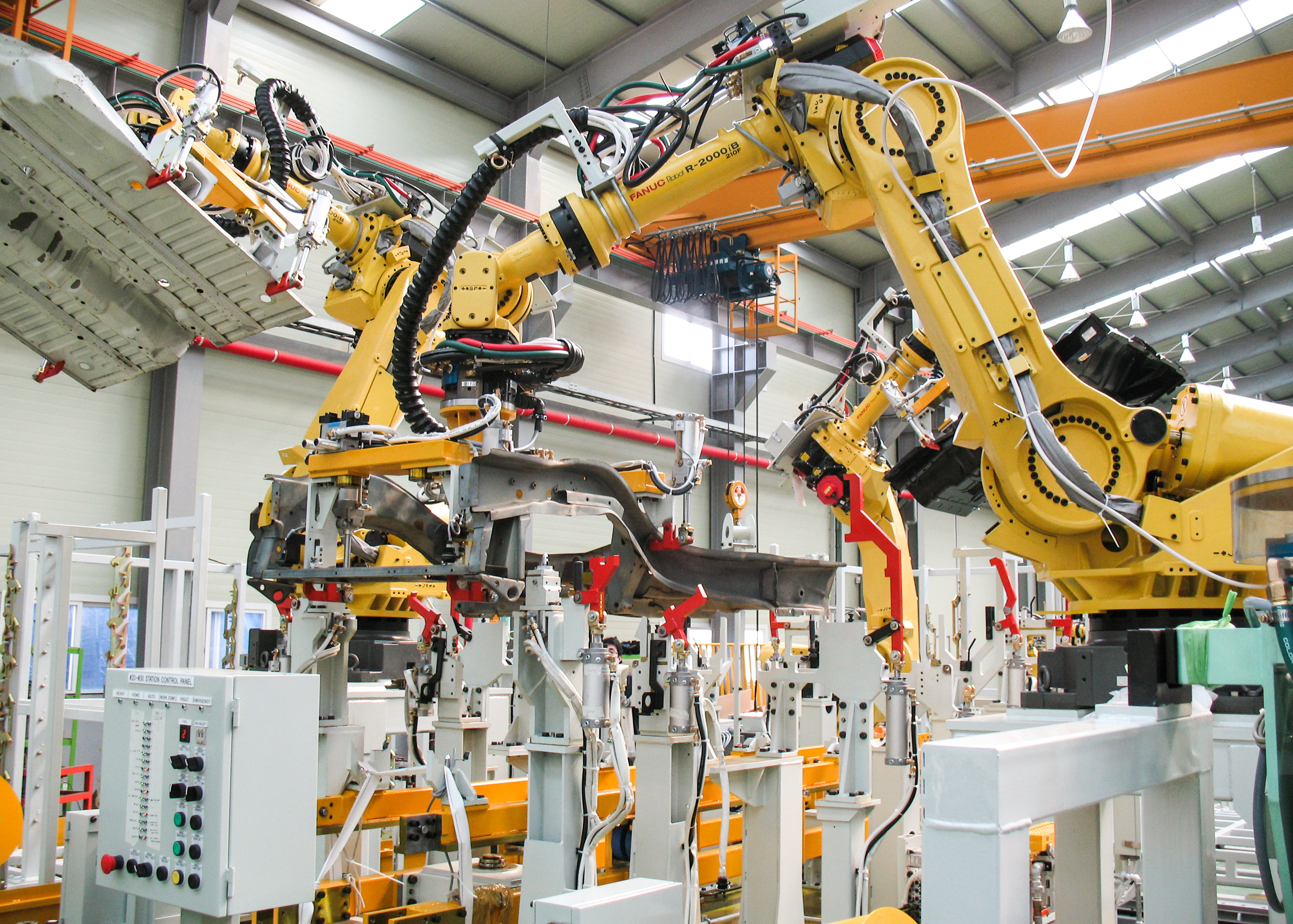
Industrieroboter Fanuc R-2000iB zum Schweißen von Karosserien des ZAZ Chance

Saporisky Awtomobilebudiwny Sawod (ukrainisch Запорізький автомобілебудівний завод, kurz ЗАЗ, deutsche Transkription SAS, eigener Auftritt im lateinischen Schriftsystem in englischer Transkription ZAZ, übersetzt Saporischjaer Automobilbauwerk; auch russisch Запорожский автомобилестроительный завод bzw. transkribiert Saporoschski awtomobilestroitelny sawod) ist ein traditionsreicher ukrainischer Automobilhersteller in der Stadt Saporischschja. Das im Russischen Reich gegründete Industrieunternehmen mit wechselnden Eigentümern, stellte damals, wie auch in der späteren Sowjetunion, verschiedene Erzeugnisse her, vor allem Technik für die Landwirtschaft.
Die Serienfertigung von Straßenfahrzeugen begann Anfang der 1960er Jahre. Ein besonderes Charakteristikum der ersten hergestellten Generation war der vierzylindrige und luftgekühlte, im Fahrzeugheck eingebaute V-Motor. Mehrere Fahrzeugtypen wurden in den deutschsprachigen Raum verkauft, insbesondere in die DDR (von 1967 bis 1979 unter dem Markennamen Saporoshez) und nach Österreich (mit der Bezeichnung Eliette) sowie in weitere europäische Staaten.
Parallel zum letzten heckangetriebenen Modell begann die Produktion eines Fließheck-Kfz mit Frontmotor, des ZAZ Tavria. Der heutige Konzern stellt Fahrzeuge in Lizenzproduktion von General Motors (Daewoo, Chevrolet) und auch Mercedes-Benz her. Neben Personenkraftwagen werden unter anderem Container oder Gartenmöbel gefertigt.

## Geschichte
Der russlanddeutsche Mennonit Abraham bzw. Abram Jacob Koop (russisch Абрагамъ Яаковлевичъ Копъ) gründete im Jahr 1863 im deutschsprachigen Dorf Schönwiese, russ. Шенвизе (Teil der deutsch-mennonitischen Kolonie Chortitza), heute südlicher Stadtteil von Saporischschja, eine kleine Fabrik zur Herstellung von Heuschneidegeräten und Windmühlenteilen. Später hat er diese und drei weitere kleinere Fabriken zu einer Firma vereinigt, die sich auf die Produktion von Landmaschinen und landwirtschaftlichen Geräten spezialisierte.
Die Familie Koop wurde in der Zeit der Russischen Revolution bzw. des Russischen Bürgerkrieges durch das kommunistische Regime enteignet und das Werk ab 1921 (nach anderen Quellen ab 1923) unter dem Namen Коммунар (Kommunar) weitergeführt. 1929 wurde die erste Dreschmaschine gebaut, die dann von 1930 bis 1941 und von 1947 bis 1952 in Serie produziert wurden; insgesamt 129.724 Exemplare.
Am 18. Juni 1959 stellte das Unternehmen seinen ersten Entwurf eines Pkws, den SAS-965 „Saporoshez“, als Studie vor, der ein Jahr später in Serie ging und ab 1965 in mehrere ost- und westeuropäische Länder exportiert wurde. Neben Eliette für Österreich erhielten die Kraftwagen für die westlichen Länder die Markennamen Jalta (Yalta) und ZAZ. 1966 ging der SAS-966 als Nachfolger des SAS-965 in Produktion. Er wurde bereits 1961 als Prototyp vorgestellt. 1976 wurde das einmillionste Auto, ein SAS-968A, ausgeliefert. Ab 1979 rollte die Serie des überarbeiteten SAS-968M vom Band, innerhalb von drei Jahren konnte dessen Produktion auf 600 Stück pro Tag erhöht werden.
1987 begann das Unternehmen mit der Serienproduktion seines ersten frontgetriebenen Autos mit wassergekühltem Motor, des ZAZ-1102 Tavria; die Vorgängermodelle hatten allesamt einen Heckantrieb. 1989 wurde der dreimillionste Personenkraftwagen gebaut.
Am 30. Juni 1994 wurde mit einer Feier die Produktion des SAS-968M eingestellt. Von 1960 bis 1994 sind in Saporischschja insgesamt 3.422.444 Autos mit luftgekühltem Heckmotor aus der Motorenfabrik Melitopol (MeMZ) hergestellt worden. Man konzentrierte sich nun ganz auf die Produktion des Tavria.
Im Frühjahr 1998 ging das Unternehmen das ukrainisch-koreanische Joint-Venture AvtoZAZ-Daewoo ein. Neben einer modernisierten Version des ZAZ-1102 Tavria wurden fortan die Daewoo-Modelle Lanos, Nubira und Leganza gebaut. 1999 begann die Serienproduktion des ZAZ-1103 Slavuta.
2002 wurde die Lizenzfertigung von Fahrzeugen der Mercedes E-Klasse und ML-Klasse aufgenommen, im Januar 2003 folgte die Lizenzfertigung von Opel Astra, Vectra und Corsa-Pkws. Auch im Jahr 2003 begann die Fertigung von VAZ-Motorfahrzeugen. 2004 wurde die Fertigung der Modelle Pick-up und Sens, teils mit Erdgasantrieb aufgenommen.

## Modelle

### Historische Modelle (Pkw)

#### Saporoshez-Baureihe
- SAS-965 (1960–1969)
- SAS-966 (1966–1972)
- SAS-968 (1971–1979)
- SAS-968M (1979–1994)

#### Tavria-Baureihe
- ZAZ-1102 Tavria, Kombilimousine, 3-türig (1987–2007)
- ZAZ-1103 Slavuta, Kombilimousine, 5-türig (1999–2011)
- ZAZ-1105 Dana, Kombi, 5-türig (1994–1999)
- ZAZ-110550 Tavria Pick-Up, als Kastenwagen oder Pickup (1993–2011)

### Aktuelle Modelle
Mit Stand Februar 2014 besteht die Modellpalette aus folgenden Modellen:

#### Pkw
- ZAZ Lanos, eine Lizenzfertigung des Daewoo Lanos, Modellbezeichnung in Russland ab 2009: ZAZ Chance
- ZAZ Sens, Sparversion des Lanos
- ZAZ Lanos Pick-up, Kastenwagen auf Basis des Lanos
- ZAZ Forza, Lizenzfertigung des Chery Fulwin 2
- ZAZ Vida, Lizenzfertigung des Chevrolet Aveo

#### Busse
- ZAZ A07A I-VAN, Minibus auf Chassis von Tata Motors
- ZAZ A10 I-VAN, Midibus

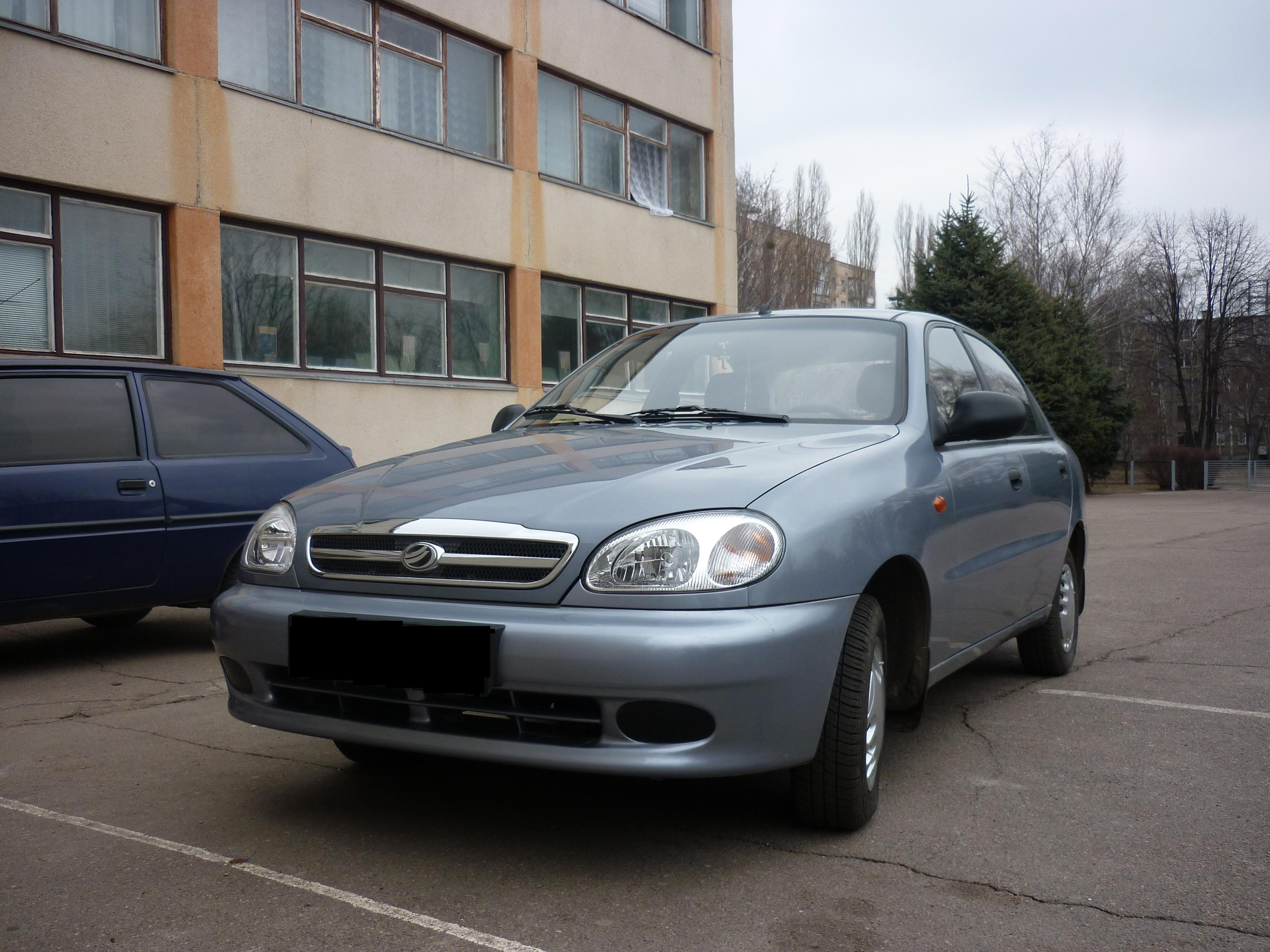
ZAZ Sens
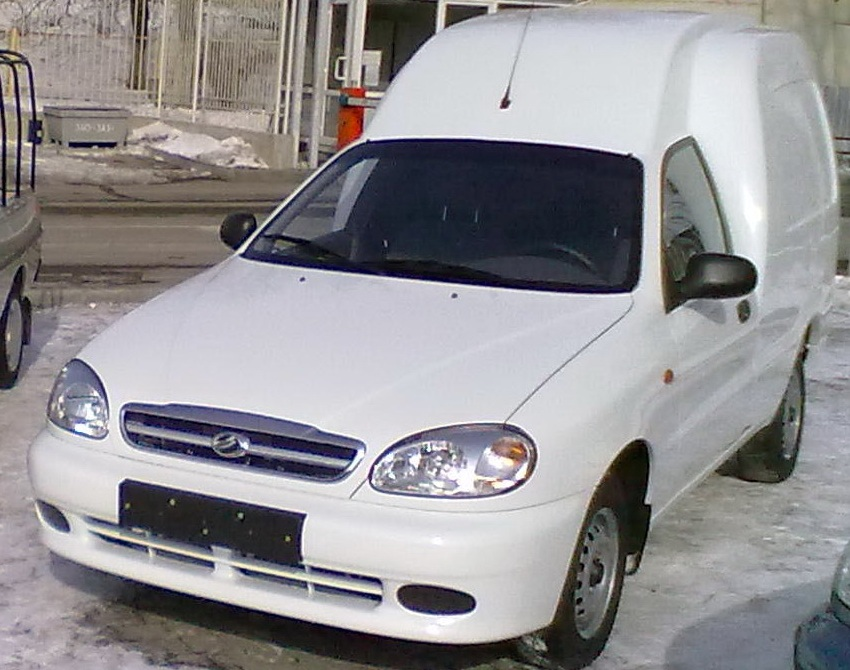
ZAZ Lanos Kastenwagen
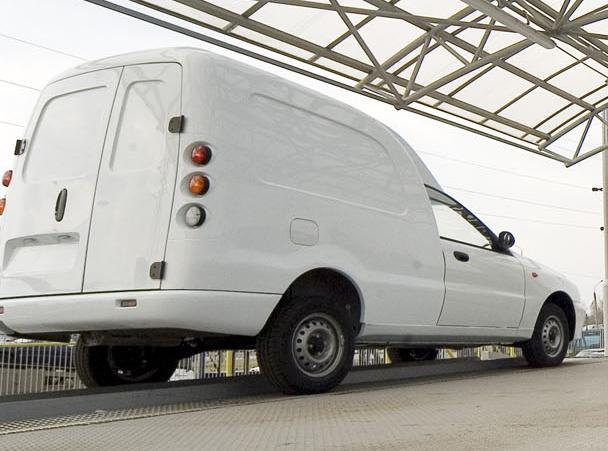
ZAZ Lanos Kastenwagen
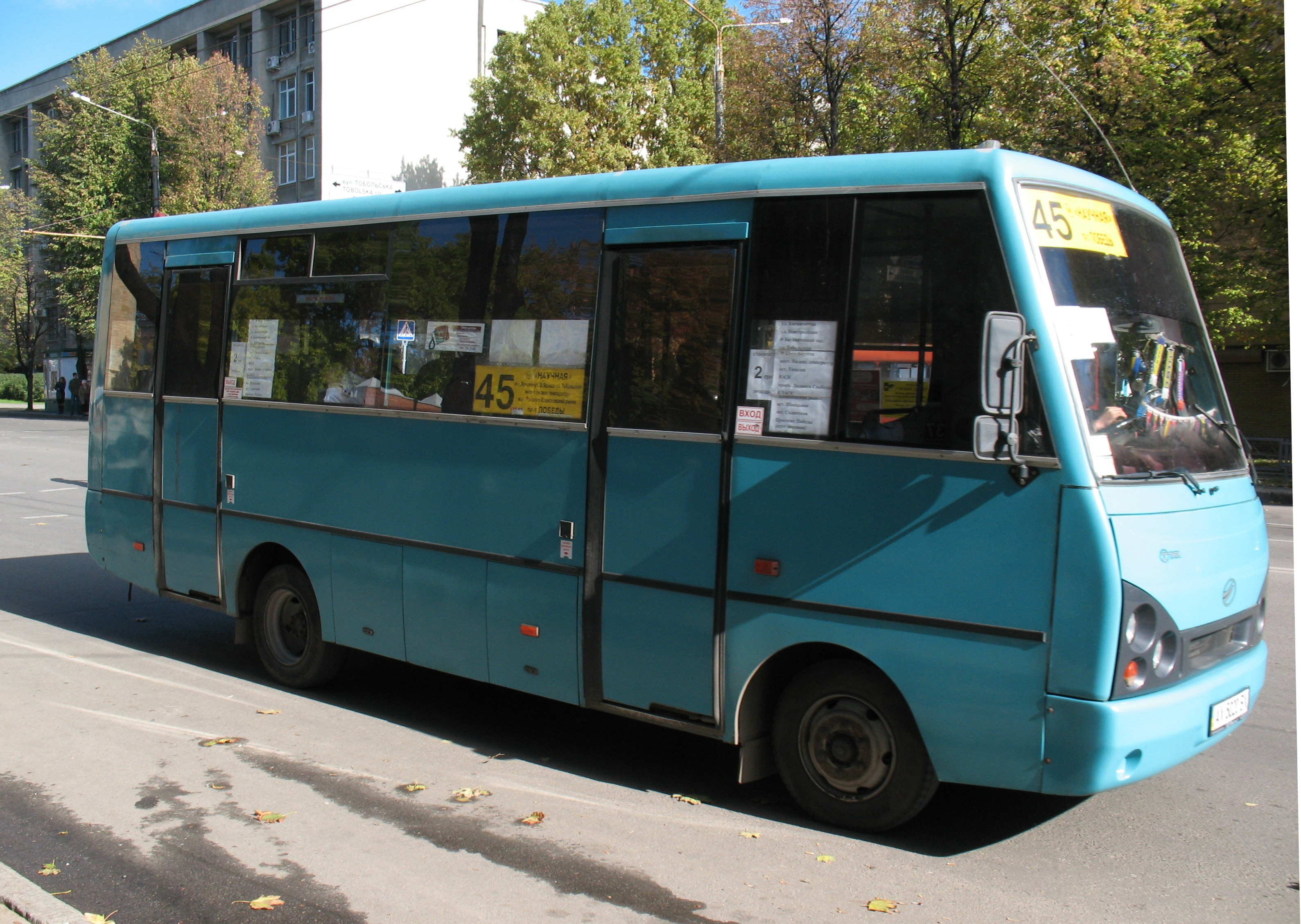
ZAZ A07A I-VAN
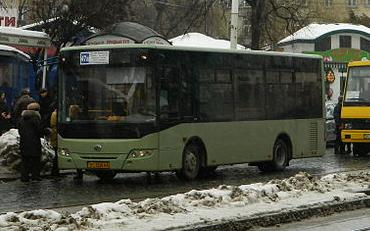
ZAZ A10C I-VAN